# Friedrich Bräuninger (Jurist)
Friedrich Bräuninger (* 14. Dezember 1877 in Drais; † 1942 in Triberg) war ein deutscher Jurist. Er war lange Zeit Amtsrichter in Triberg, wo er sich nach der Machtergreifung für einen jüdischen Arzt einsetzte und damit als Widerständler im Justizdienst gilt.

## Leben
Friedrich Bräuninger wurde in Drais geboren. Nach der Schule studierte er an der Universität Heidelberg Rechtswissenschaften. Seine erste juristische Staatsprüfung musste er wiederholen, und auch bei der zweiten 1906 erreichte er ein eher unterdurchschnittliches Ergebnis. Es gelang ihm, einen Platz im badischen Staatsdienst zu bekommen und so wurde er 1906 zum Gerichtsassessor ernannt. In Mannheim scheiterte er an „schlechtem Umgang“, wie es in den Dienstakten hieß, und wurde 1908 in das wenig beliebte Mosbach versetzt. Im Ersten Weltkrieg wurde er als kriegsuntauglich und nur kurzzeitig garnisonsdienstfähig eingestuft. Dennoch erhielt er das Preußische Verdienstkreuz für Kriegshilfe, da er intensiv  für Kriegsanleihen geworben hatte.
1918 kam er nach Triberg, wo er bis zu seinem Ruhestand als Amtsrichter tätig war. Beförderungen schlug er aus. In Triberg galt er als geachteter Bürger und engagierte sich in der Gemeinde unter anderem als Vorsitzender des Gewerbegerichts, des Mieteinigungsamts, des Arbeitsgerichts und des Anerbengerichts. Nach der Machtergreifung wurde von ihm, wie von allen Richtern, ein eindeutiges Bekenntnis zur neuen Regierung und zu Adolf Hitler erwartet, wovor er sich aber so gut es ging drückte. So trat er nie in die NSDAP ein, auch nicht in den für alle Juristen eigentlich obligatorischen Bund Nationalsozialistischer Deutscher Juristen. Lediglich dem Reichsluftschutzbund, dem Deutschen Luftsportverband und in der Nationalsozialistische Volkswohlfahrt trat er bei.
Bekannt wurde er durch den Fall des Dr. Wagner. Der jüdische Arzt hatte, vermutlich aus Mitleid, bei drei Frauen, die als „minderbemittelt“ galten, illegale Abtreibungen durchgeführt. In der Folge wurde ein Ermittlungsverfahren gegen ihn eingeleitet. Die im Ort ansässige SA belagerte seine Praxis und zerstörte seinen Ruf. Wagner versuchte sogar, mit seiner Familie Selbstmord zu verüben, wobei der zweijährige Sohn verstarb. Das Offenburger Landgericht verurteilte den Arzt zu einem Jahr und fünf Monaten. In dieser Zeit übernahm der nationalsozialistische Arzt Dr. Jäger die Praxisräume und weigerte sich, diese nach Wagners Haftentlassung wieder zu verlassen, wie er es Wagners Frau schriftlich zugesichert hatte. Der Fall, der inzwischen auch die Kreisleitung der NSDAP beschäftigte, landete nun vor Amtsrichter Bräuninger. Die örtliche NSDAP versuchte Druck auf den Juristen auszuüben, doch Bräuninger ließ sich nicht beirren und entschied zugunsten Wagners. Als Jäger auf seine persönlichen Interessen als Arzt verwies, stellte Bräuniger die rhetorische Frage: „Und der [der jüdische Arzt] soll verrecken?“. Für den Fall einer Weigerung Jägers, die Praxis zu übergeben, ordnete er Zwangsvollstreckung an. Das Urteil wurde in zweiter Instanz vor dem Landgericht Offenburg bestätigt.
Anschließend versuchte der NSDAP-Ortsgruppenleiter Druck auf Bräuninger auszuüben, was dieser mit einem ausführlichen Brief beantwortete, in dem er das Verhalten des Ortsgruppenleiters sowie der Ortskrankenkasse, die Wagner alle Leistungen kürzte, scharf angriff und bestätigte, dass Dr. Wagner als Deutscher Reichsangehöriger die gleichen Rechte und Pflichte habe wie jeder andere Bürger auch. Am 4. Februar 1935 kam es schließlich zur Räumung der Praxis, was nicht nur Jäger, sondern auch eine örtliche Schulklasse unter ihrem nationalsozialistischen Lehrer verhindern wollte. Letztlich konnte die Situation jedoch ohne Gewaltanwendung gelöst werden.
Auch für Bräuninger sollte der Fall nicht gut ausgehen. Er wandte sich an das Schwarzwälder Tageblatt, das jedoch seinen Brief nicht druckte, sondern der NSDAP-Ortsgruppe zuspielte. Der Offenburger Landgerichtspräsident Link versuchte in dem Fall zu vermitteln und eine förmliche Beilegung der Angelegenheit zu erwirken. Schließlich schaltete sich auch das badische Justizministerium ein. Heinrich Reinle, späterer Oberlandesgerichtspräsident, versuchte ebenfalls zu vermitteln, drohte Bräuninger jedoch auch mit einer Versetzung. Letztlich wurde der Fall auf makabere Weise beendet: Wagner und seine Ehefrau begingen im März 1935 gemeinschaftlich Selbstmord, ebenso wie Wagners Vater zwei Monate später. Zu einer Aussöhnung zwischen Bräuninger und der NSDAP kam es nie. In seiner politischen Beurteilung, die dem Dienstzeugnis beigelegt wurde, wurde Bräuninger als Regimegegner bezeichnet.
1942 verstarb Bräuninger an einem Herzinfarkt. Zunehmend hatte er unter Herzproblemen gelitten.
An sein Schicksal wurde 2017 mit einer Aufnahme in das Sammelband Furchtlose Juristen, herausgegeben von Heiko Maas, erinnert. Seine Lebensgeschichte wurde von Michael Kißener niedergeschrieben.

## Privatleben
Bräuninger war seit 1916 verheiratet. Seine Frau, Tochter eines katholischen Kürschners, war sechzehn Jahre jünger und stammte aus wohlhabenden liberaldemokratischen Kreisen.